# C/2013 A1
C/2013 A1 (Siding Spring) je komet iz Oortovog Oblaka kojega je 3. siječnja 2013. otkrio Robert H. McNaught na Siding Spring opservatoriju. U vrijeme otkrića komet je bio udaljen 7,2 astronomske jedinice od Sunca. Vjeruje se da je komet Siding Spring prvi posjetitelj unutarnjem Sunčevu sustavu, a gravitacijski je bio izbačen iz vanjskog dijela Sunčeva sustava zvijezdom u prolazu prije oko milijun godina.

## Bliski prolazak pokraj Marsa
Pokazalo se da postoji mala mogućnost da komet 19. listopada 2014. padne na Mars. Budući da je komet vrlo velik (oko 50 km) i ima visoku relativnu brzinu (oko 56 km/s), bilo je moguće da pad napravi krater od oko 500 km. Komet Siding Spring prošao je brzinom od 56 km u sekundi (203.000 km/h) na samo 140.000 km od Marsa što je manje od polovice rastojanja između Zemlje i Mjeseca i 10 puta bliže nego što je bilo koji komet do sada prošao pored Zemlje. Ledena jezgra kometa nije velika, promjer joj je oko 1.000 metara. Najbliži je Marsu bio u nedjelju u 20 sati i 27 minuta po našem vremenu.

## Galerija
- Putanja kometa Sidng Spring kroz unutarnji Sunčev sustav.
- Umjetničko viđenje Siding Springa iznad Marsa.

## Vanjske poveznice
- C/2013 A1 ( Siding Spring ) – Seiichi Yoshida @ aerith.net
- Elements and Ephemeris for C/2013 A1 (Siding Spring) – Minor Planet Center
- Will Comet C/2013 A1 (Siding Spring) Hit Mars? – Ian Musgrave (2. veljače 2013.)
- Comet C/2013 A1 (Siding Spring) – a possible collision with Mars  Arhivirana inačica izvorne stranice od 2. ožujka 2013. (Wayback Machine) – Leonid Elenin (25. veljače 2013.)
- C/2013 A1 Siding Spring, the first comet of the year – La Cañada Observatory (5. siječnja 2013.)